# Duma (film)
Duma is een drama avonturenfilm uit 2005 van regisseur Carroll Ballard. De film is een fictieve bewerking van het autobiografische boek How It Was with Dooms door Carol Cawthra Hopcraft en Xan Hopcraft.

## Verhaal
Het verhaal begint met een cheetawelp die wordt meegenomen nadat zijn moeder werd gedood door leeuwen. De welp wordt gevonden aan de kant van de weg door een jonge jongen genaamd Xan (Alexander Michaeletos) en zijn vader Peter (Campbell Scott). Ze nemen het jong mee naar huis en noemen hem Duma. Als snel wordt Duma een lid van de familie. Zijn vader Peter laat Xan zorgen voor de cheeta. Terwijl Duma steeds groter en volwassener wordt, besluiten ze hem te laten rennen naast de Motor van Peter die hem moeilijk kan bijhouden. Tot ontzetting van Xan vertelt zijn vader dat het tijd wordt om Duma terug te brengen naar zijn echte thuis, voordat hij volgroeid is en het niet meer alleen zal redden in het wild.
Xan stemt met tegenzin in.  Maar voordat ze daaraan toekomen, sterft Peter en verhuist Xan met zijn moeder naar Johannesburg. Hier weet de cheeta te ontsnappen en op de school van Xan de boel op stelten te zetten. Om Duma in vrijheid te houden, besluit Xan om samen met het dier te vluchten. Hij wil Duma alsnog naar zijn natuurlijke omgeving terugbrengen zoals het plan wat zijn vader had bedacht, en dat blijkt nog een heel avontuur te zijn.
Xan gaat met de oude motor rijden naar de bestemming, met Duma in de zijspan. Nadat ze een heel groot stuk hebben afgelegd slaat de motor af en blijkt dat de brandstof op is midden in de woestijn. Daar worden ze geconfronteerd met Ripkuna (Eamonn Walker), een mysterieuze zwerver. Ondanks dat Xan hem niet helemaal vertrouwt, stemt hij toch in om samen de cheeta terug te brengen. Xan slaagt erin om van de motor een zeilboot op wielen te maken door middel van een oude parachute die wordt gevonden bij een neergestort vliegtuig in de Kalahari woestijn. Wanneer Rip in een diamantenmijn binnengaat -op zoek naar geld-, stort de deze in en besluit Xan hem achter te laten om alleen met Duma verder te gaan, omdat hij vermoedt dat Rip hem naar de stad wil brengen om het geld van de premie op te eisen. Wanneer Duma in een val loopt en Xan bewusteloos raakt door een zwijn die hem aanvalt, komt Rip echter in actie en redt hen beide.
Al snel bereiken ze de Okavangodelta. Xan is er op ingesteld dat hier dodelijke wilde dieren lopen en dat er vele stroomversnellingen van de Thamalakanerivier zijn, maar het is te laat om nu nog om te keren. Xan, Ripkuna, Duma en Machaka gaan langs de Okavangodelta en over het Erongo gebergte, zo komen zij op de grens van Botswana en Namibië. Als ze er komen is er echter een zwerm van Tseetseevliegen. Ripkuna kruipt over Xan heen om hem zo te beschermen tegen de dodelijke steken. Hij wordt gebeten door honderden vliegen. Al snel krijgt hij een slaapziekte, Xan neemt hem mee naar een nabijgelegen dorp, waar hij kan worden verzorgd. Later die nacht gaat Duma alleen op pad en begint te roepen. Duma vindt al snel een vrouwelijke cheeta. Xan realiseert zich dat Duma nu helemaal thuis is. Xan neemt afscheid van Duma. Xan keert terug naar het dorp en wordt herenigd met zijn moeder.

## Productie
De film werd vooral opgenomen in Zuid-Afrika, hoewel het grootste deel van de film speelt zich afspeelt in het buurland Botswana.
Een van de vier cheeta's die in de film speelde verblijft momenteel in het Kragga Kamma wildpark in Port Elizabeth, Zuid-Afrika.

## Release
Duma kreeg een negatieve recensie van Warner Bros, daarom besloten ze de film niet in de bioscopen in de Verenigde Staten te laten draaien, maar Scott Foundas schreef een nieuwe recensie voor de film in de Variety en dat zorgde ervoor dat Warner Bros haar beslissing heroverwoog. Uiteindelijk besloot Warner Bros toch Duma een kans te geven door in een beperkt aantal bioscopen de film te draaien in de VS.

## Vergelijking met het boek
In zowel het boek How it Was With Dooms en de film Duma, was er een familie Hopcraft die in Afrika woont met een cheeta genaamd 'Duma'. De echte familie Hopcraft woont in Kenia, waar alles op is gebaseerd. Veel delen van de film zijn gelijk aan het boek. Alleen gaat in het boek Duma de cheeta dood op een landbouwbedrijf en in de film wordt Duma achtergelaten in het wild.